# Grito de Lares

Bandera dels sublevats a Lares, 1868

El Grito de Lares és com es coneix l'aixecament independentista porto-riqueny del 23 de setembre de 1868 realitzat a la ciutat de Lares amb el crit Viva Puerto Rico Libre, abajo los impuestos, mercè el qual es proclamà la República de Puerto Rico i es constituí un govern republicà presidit per Francisco Ramírez Medina. Van col·laborar el metge Ramón Emeterio Betances Alacán el Antillano, influït pel cubà José Martí, l'advocat Segundo Ruiz Belvis, Alejandro Tapia y Rivera, Manuel Rojas (propietari de la plantació on es produí l'aixecament), Mathias Bruckman, Mariana Bracetti, Joaquín Parilla i Eugenio María de Hostos, endemés de 12 propietaris de plantacions de cafè.
Es formaren juntes a Lares i Mayagüez i una columna marxà cap a San Sebastián, on fou fàcilment vençuda pels espanyols. El moviment fou avortat ràpidament i seguit d'una forta política repressiva. Els dirigents foren empresonats, llevat de Betances, que s'exilià i l'1 de gener del 1870 publicà el manifest Patria, justicia, libertad exhortant a la independència. Uns 500 foren detinguts, dels quals 80 moriren de malalties. Francisco Ramírez fou afusellat.
Nogensmenys, amb l'abdicació d'Isabel II i el canvi de govern del 1869, els detinguts foren amnistiats, l'esclavatge fou abolit i els partits polítics foren permesos.